# Route nationale 627 (Belgique)
Pour les articles homonymes, voir Route nationale 627 (homonymie).
La N627 est une route régionale belge qui relie la frontière hollandaise (près de Maestricht) avec la ville de Verviers à travers le plateau de Herve. L'itinéraire a une longueur d'environ 23,5 kilomètres 

## Tracé et dédoublements
La N627 commence au poste frontière entre Withuis (Pays-Bas) et Moelingen (Belgique) puis traverse Berneau, Mortroux, Julémont, Battice, Petit-Rechain et Dison avant d'atteindre Verviers.
Le centre de Verviers étant particulièrement dense, plusieurs dédoublements ont été construits pour éviter que le trafic de transit ne traverse certaines rues très peuplées. Ces dédoublements (ou parfois le tracé initial de la route) reçoivent alors le même identifiant que la route principale, complété d'une lettre en postfixe. Cette taxonomie est peu usitée et est uniquement visible sur les bornes kilométriques, les riverains préférant utiliser le nom des rues concernées. 
- N627a : branche parallèle d'environ 900m en sens unique (sud > nord) implantée dans la traversée de Verviers, elle passe par le pont du Chêne et la rue de Dison
- N627b : branche parallèle de 600m longeant la Vesdre par le nord dans la traversée de Verviers, elle comprend les rues Jules Cerexhe et Saucy.
- N627c : tronçon de liaison d'environ 200m entre la N627a et la N627 à Verviers (rue de Hodimont).
- N627d : tronçon de liaison d'environ 200m entre la N627 et la N227b  à Verviers (rue du Moulin).
- N627e : tronçon de liaison d'environ 350m entre la N627 et la A27 E42 à Verviers (rue des Combattants).
- N627e : tronçon de dédoublement de la N627 d'environ 1300m dans la traversée de Dison (qui est à sens unique nord > sud), passant par la rue Neufmoulin, rue du Moulin, rue Trauty, rue des Écoles, place Luc Hommel et place du Marché.